# Kanton Altkirch
Kanton Altkirch (fr. Canton d'Altkirch) je francouzský kanton v departementu Haut-Rhin v regionu Grand Est. Tvoří ho 64 obcí. Před reformou kantonů 2014 ho tvořilo 27 obcí.

## Obce kantonu
od roku 2015:
| - Altkirch - Aspach - Bendorf - Berentzwiller - Bettendorf - Bettlach - Biederthal - Bisel - Bouxwiller - Carspach - Courtavon - Durlinsdorf - Durmenach - Emlingen - Feldbach - Ferrette - Fislis - Franken - Frœningen - Hausgauen - Heidwiller - Heimersdorf | - Heiwiller - Hirsingue - Hirtzbach - Hochstatt - Hundsbach - Illfurth - Illtal - Jettingen - Kiffis - Kœstlach - Levoncourt - Liebsdorf - Ligsdorf - Linsdorf - Lucelle - Luemschwiller - Lutter - Mœrnach - Muespach - Muespach-le-Haut - Oberlarg | - Obermorschwiller - Oltingue - Raedersdorf - Riespach - Roppentzwiller - Ruederbach - Saint-Bernard - Schwoben - Spechbach - Sondersdorf - Steinsoultz - Tagolsheim - Tagsdorf - Vieux-Ferrette - Waldighofen - Walheim - Werentzhouse - Willer - Winkel - Wittersdorf - Wolschwiller |

před rokem 2015:
- Altkirch
- Aspach
- Ballersdorf
- Berentzwiller
- Carspach
- Eglingen
- Emlingen
- Saint-Bernard
- Franken
- Frœningen
- Hausgauen
- Heidwiller
- Heiwiller
- Hochstatt
- Hundsbach
- Illfurth
- Jettingen
- Luemschwiller
- Obermorschwiller
- Schwoben
- Spechbach-le-Bas
- Spechbach-le-Haut
- Tagolsheim
- Tagsdorf
- Walheim
- Willer
- Wittersdorf